# Le Mirage de Paris
Pour les articles homonymes, voir Paris (film).
Pour plus de détails, voir Fiche technique et Distribution.
Le Mirage de Paris (titre original : Paris) est un film musical américain de Clarence G. Badger, sorti en 1929. Le film, en noir et blanc, comporte certaines séquences en technicolor.
Le Mirage de Paris est le quatrième film avec des séquences couleur produit par Warner Bros. Le film est adapté d'une comédie musicale de Broadway de Cole Porter, sur un livret de Martin Brown, avec Irène Bordoni, Jack Buchanan et Louise Closser Hale.

## Synopsis
Andrew, un Américain qui fait ses études à Paris, tombe amoureux de Vivienne Rolland, une actrice. Cora Sabbot, la mère d'Andrew, arrive à Paris avec la ferme intention de refuser ce mariage. Elle refuse même de recevoir Vivienne. Guy Pennell, un artiste anglais amoureux de Vivienne, est lui aussi déterminé à faire échouer ce mariage.

## Fiche technique
- Titre original : Paris
- Titre français : Le Mirage de Paris
- Réalisation : Clarence G. Badger
- Scénario : Hope Loring, d'après la comédie musicale de Martin Brown
- Costumes : Edward Stevenson
- Photographie : Sol Polito
- Montage : Edward Schroeder
- Chorégraphie : Larry Ceballos
- Production : Robert North (en)
- Société de production : First National Pictures
- Société de distribution : Warner Bros.
- Pays de production :  États-Unis
- Langue originale : anglais
- Format : couleur (Technicolor) et Noir et blanc  — 35 mm — 1,37:1 — son mono
- Genre : film musical
- Durée : 97 minutes
- Dates de sortie : 
  - États-Unis : 7 novembre 1929
  - France : 23 mai 1930

## Distribution

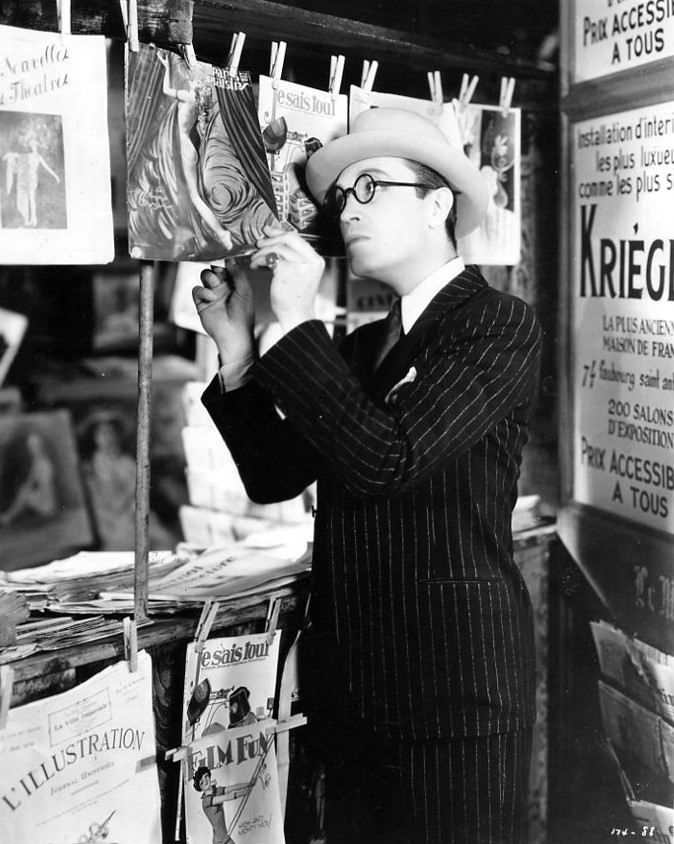
Jason Robards Sr. dans une scène du film.

- Irène Bordoni : Vivienne Rolland
- Jack Buchanan : Guy Pennell
- Louise Closser Hale : Cora Sabbot
- Zasu Pitts : Harriet
- Jason Robards Sr. : Andrew Sabbot
- Margaret Fielding : Brenda Kaley

## Chansons du film
- "My Lover", "Crystal Girl", "Miss Wonderful", "I Wonder What Is Really on His Mind", "I'm a Little Negative" et "Somebody Mighty Like You" :  lyrics d'Al Bryan, musique d'Eddie Ward
- "Among My Souvenirs" : lyrics d'Edgar Leslie, musique d'Horatio Nicholls